# Marko Tkaczuk
Marko Jakowycz Tkaczuk (ukr. Марко Якович Ткачук; ros. Марк Яковлевич Ткачук, ur. 1907 w Lubitowie w guberni wołyńskiej, zm. ?) – radziecki działacz państwowy.

## Życiorys
W latach 1940–1941 był dyrektorem szkoły w Krzemieńcu, 1941–1944 służył w Armii Czerwonej, 1945–1946 był przewodniczącym komitetu wykonawczego mikulinieckiej rady rejonowej, 1946 został członkiem WKP(b). Od 1946 do stycznia 1949 był zastępcą przewodniczącego, a od stycznia 1949 do września 1951 przewodniczącym Komitetu Wykonawczego Tarnopolskiej Rady Obwodowej. Od września 1952 do stycznia 1956 był przewodniczącym Komitetu Wykonawczego Wołyńskiej Rady Obwodowej, od 27 września 1952 do 23 marca 1954 członkiem Centralnej Komisji Rewizyjnej KPU, a od 26 marca 1954 do 17 stycznia 1956 zastępcą członka KC KPU.